# Le Verdier
Le Verdier är en kommun i departementet Tarn i regionen Occitanien i södra Frankrike. Kommunen ligger i kantonen Castelnau-de-Montmiral som tillhör arrondissementet Albi. År 2022 hade Le Verdier 227 invånare.

## Befolkningsutveckling
Antalet invånare i kommunen Le Verdier
| Referens: INSEE |